# 春日市立春日野中学校
春日市立春日野中学校（かすがしりつかすがのちゅうがっこう）は、福岡県春日市にある公立の中学校。通称「野中（のちゅう）」。2007年度で創立20周年を迎えた。校訓は「創造・友愛・剛健」である。

## 歴史
- 1987年4月に春日市立春日東中学校から分離し開校。
- 平成元年　校訓碑除幕式
- 平成5年　 福岡県教育文化功労賞受賞

## 歴代校長
- 初代校長 池田誠二
- 第2代校長 浅野龍之介
- 第3代校長 野村明快
- 第4代校長 井上佳子
- 第5代校長 東田節雄
- 第6代校長 古賀幹愛
- 第7代校長 小禄晴彦
- 第8代校長 亀田誠治
- 第9代校長 橋爪文博　学校法人春日区学園 春日幼稚園園長(2021年現在)
- 第10代校長 森明浩
- 第11代校長 後藤幸雄

## 部活動

### 運動部
- 野球部
- サッカー部
- 陸上部
- テニス部
- 水泳部
- バスケットボール部
- バレー部
- 剣道部
- 卓球部

### 文化部
- 吹奏楽部
- 美術部
- 放送部
- 家庭科部

## 生徒会
生徒会の下に、学級委員会、学習委員会、生活委員会、清美委員会、図書委員会、保健委員会、体育委員会、給食委員会がある。また、生徒会執行部は、会長、副会長、3学年書記、2学年書記、会計、3年学年委員長、2年学年委員長、体育部長、文化部長、上記の委員会の委員長の計17人から成る。

※2011年度から新しく1年から選出する各委員会の副委員長ができた。そのため現在委員長17人+副委員長8人=計25人が生徒会ということになる。

## 所在地
福岡県春日市春日公園5-19
JR鹿児島本線大野城駅から徒歩10分
- 西鉄天神大牟田線白木原駅から徒歩13分

## 周辺
わずか西を牛頸川が南北に流れ、近場に春日市立春日野小学校がある。春日神社や福岡県営春日公園も近い。
県道を挟んで向かい側には春日幼稚園がある。また、九州大学筑紫キャンパスとは隣接しており、九州大学筑紫キャンパスを挟んで福岡県立春日高等学校がある。

## アクセス
最寄り駅はJR大野城駅である。

## 著名な出身者
- 相川英輔（作家）
- 栗山かなえ（クラリネット奏者）
- 中島賢星（プロサッカー選手）
- 松嶋啓介（シェフ、レストラン経営者）